# Mark Cousins
Mark Cousins (Coventry, 3 maggio 1965) è un regista irlandese e occasionalmente presentatore e critico cinematografico.

## Biografia
Ha intervistato registi famosi quali David Lynch, Martin Scorsese e Roman Polański nella serie TV Scene by Scene.
Nel 2009, Cousins e l'attrice/regista Tilda Swinton crearono un progetto con il quale montarono un cinema portatile dal peso complessivo di 33.5 tonnellate su un furgone che hanno rimorchiato per tutte le Highlands. Il risultato fu un film festival itinerante che ebbe un posto nel documentario chiamato Cinema is Everywhere. Il festival è stato ripetuto nel 2011.
Il suo film del 2011 The Story of Film: An Odyssey è stato trasmesso in 15 episodi da 60 minuti dall'emittente televisivo britannico More4, e più tardi al Toronto International Film Festival del 2011.

## Filmografia
- Moviedrome (presentatore)
- Scene By Scene (presentatore, 1999-2001)
- The First Movie (regista, 2009)
- The Story of Film: An Odyssey (regista e presentatore, 2011)
- What Is This Film Called... Love? (regista, 2012)
- A Story of Children and Film (regista, autore 2013)
- Lo sguardo di Orson Welles (The Eyes of Orson Welles) (2018)
- Women Make Film: A New Road Movie Through Cinema (2020)
- Marcia su Roma (2022)